# 约翰·博尔顿
约翰·罗伯特·博尔顿（英語：John Robert Bolton，1948年11月20日—），美國政治人物、新保守主義者。曾任總統國家安全事務助理、美國駐聯合國大使，耶鲁大学法律博士，执业律师、外交家。
博尔顿的胡子是他最广为人知的特征之一。

## 生平
博爾頓于1948年11月20日出生在美國馬里蘭州的巴爾的摩市工人社区，父亲是消防员，母亲为家庭主妇。於耶魯大學取得法學學士和法學博士學位，大学期间同学及好友克拉伦斯·托马斯后来成为美国历史上第二位非裔美国人大法官。1974年起在華盛頓一家律師事務所當律師，五年後，美國國際開發總署需要一名律師顧問，僱用了博爾頓，從此他走上為美國政府工作職業路線。

### 美國政府工作資歷
1985年-1989年，在罗纳德·里根政府担任助理司法部长，先后执掌民事司和立法事务办公室；1989年-1993年，在老布什政府担任国际组织事务助理国务卿；2001年-2005年，在小布什政府中出任美國國務次卿，主管军控事务；2005年，接替约翰·丹福斯出任美国常驻联合国代表。
博爾頓是小布什政府中最硬的鷹派人物，一直以来都强烈支持美国推翻萨达姆政权（直至今日他從未有後悔支持美國發動伊拉克戰爭的決定），主张对伊朗的核武器計劃采取强硬态度，并公開指責金正日政权統治的殘酷無情和危險性，主張嚴格懲罰北朝鮮。同時他還對聯合國持強烈的批評態度，認為應該大量裁減人員，清除內部腐化的官員。他甚至提出美国不应该缴纳其联合国会费，因为他认为这些联合国經費资金都会被贪污，並一直不滿联合国被用作反美的宣傳平台。
由于其为小布什总统在国会休会期强行通过行政命令任命成为驻联合国代表，在任职达一年后，由于民主党控制的参议院的强烈反对，未能继续担任该职务。
卸任后经常参加新保守主义的论坛并在报纸上发表评论和著书立说。奥巴马时期，经常撰文批判奥巴马政府在外交上的“软弱”，批判伊朗核协议、恢复与古巴邦交以及在对伊斯兰国、朝鮮、俄罗斯和中国太过柔性。
博爾頓曾經公開宣稱，對於某些他們所認定的非民主化國家，其主要職責之一就是推翻別人的政權或政府，伺機而動，視難易程度而分別有所操作或行動。

### 國家安全事務助理
2016年，唐纳德·川普赢得总统选举后，與共和黨右派同一陣線的博尔顿被认为是其组建新内阁的国务卿人选之一。2018年3月23日，總統川普指派波頓為總統國家安全事務助理。
2019年5月，中華民國國家安全會議秘書長李大維訪問美國，與美國國家安全事務助理波頓會晤，創下自1979年中華民國與美國斷交後首例。

### 矛盾與辭職
相對於總統唐纳德·川普，因為博爾頓对中国，朝鲜、伊朗、阿富汗、俄罗斯等美國宿敵政權的態度上更為強硬，兩人逐漸產生嫌隙。2019年9月10日，美国总统特朗普宣布解除了博尔顿的国家安全事务助理一職，而博尔顿則表示自己於前一晚主動提出辭職。
2020年6月，博尔顿计划在當月23日推出新书《事发之室：白宫回忆录》，披露美国总统特朗普的對外政策問題。在貿易戰談判中，他提出認為對於中共中央總書記習近平主張的「中國不接受不平等條約」、「中方一旦受到屈辱，中國人民會反美」只是虛張聲勢的說法，並多次特別批評中國與俄羅斯等國的歷史和政策。其中提到他稱川普對於美國與台灣關係「消化不良」（dyspeptic），並稱川普曾以筆尖和辦公桌，分別形容台灣和中國的定位作為對比，引發台灣人士憂慮川普政權的決心。不過當月16日，特朗普政府以博尔顿違反在白宫任职期间簽署的保密协议為由正式起訴博爾頓。
2021年1月21日，中華人民共和國外交部宣布對28名美國人及其親屬實施制裁，博尔顿是其中1人。

## 與國際刑事法庭間的爭端
2017年下半年，国际刑事法庭检察官本苏达表示，有合理的理由说明有人在阿富汗犯下战争罪和反人类罪，暗指要調查美國的戰爭罪刑責，同時巴勒斯坦也向法庭起訴要求調查以色列長期以來的戰爭罪，2018年美国国家安全顾问约翰·博尔顿稱如果国际刑事法院推进任何针对美国和以色列人员調查將對国际刑事法庭特定官員實施制裁，也對法院實施制裁。国际刑事法庭事後表示，不会因为美国日前发出的威胁而被吓住。